# 500 kilomètres de Jarama FIA GT 2002
Navigation
Édition précédente
Les 500 kilomètres de Jarama 2002 FIA GT, disputées le 2 juin 2002 sur le circuit du Jarama, et la quatrième manche du championnat FIA GT 2002.

## Course

### Classement de la course
Classement à l'issue de la course (vainqueurs de catégorie en gras), :
| Pos.   | Catégorie | N° | Écurie                           | Pilotes                                           | Châssis                   | Pneus | Tours |
| Pos.   | Catégorie | N° | Écurie                           | Pilotes                                           | Moteur                    | Pneus | Tours |
| ------ | --------- | -- | -------------------------------- | ------------------------------------------------- | ------------------------- | ----- | ----- |
| 1      | GT        | 23 | BMS Scuderia Italia              | Andrea Piccini Jean-Denis Delétraz                | Ferrari 550-GTS Maranello | M     | 112   |
| 1      | GT        | 23 | BMS Scuderia Italia              | Andrea Piccini Jean-Denis Delétraz                | Ferrari 5.9L V12          | M     | 112   |
| 2      | GT        | 3  | Team Carsport Holland Racing Box | Mike Hezemans Anthony Kumpen                      | Chrysler Viper GTS-R      | P     | 112   |
| 2      | GT        | 3  | Team Carsport Holland Racing Box | Mike Hezemans Anthony Kumpen                      | Chrysler 8.0L V10         | P     | 112   |
| 3      | GT        | 1  | Larbre Compétition Chereau       | Christophe Bouchut David Terrien                  | Chrysler Viper GTS-R      | M     | 112   |
| 3      | GT        | 1  | Larbre Compétition Chereau       | Christophe Bouchut David Terrien                  | Chrysler 8.0L V10         | M     | 112   |
| 4      | GT        | 2  | Larbre Compétition Chereau       | Vincent Vosse Carl Rosenblad                      | Chrysler Viper GTS-R      | M     | 111   |
| 4      | GT        | 2  | Larbre Compétition Chereau       | Vincent Vosse Carl Rosenblad                      | Chrysler 8.0L V10         | M     | 111   |
| 5      | GT        | 11 | Paul Belmondo Racing             | Paul Belmondo Claude-Yves Gosselin                | Chrysler Viper GTS-R      | P     | 110   |
| 5      | GT        | 11 | Paul Belmondo Racing             | Paul Belmondo Claude-Yves Gosselin                | Chrysler 8.0L V10         | P     | 110   |
| 6      | GT        | 14 | Lister Storm Racing              | Jamie Campbell-Walter Nicolaus Springer           | Lister Storm              | D     | 110   |
| 6      | GT        | 14 | Lister Storm Racing              | Jamie Campbell-Walter Nicolaus Springer           | Jaguar 7.0L V12           | D     | 110   |
| 7      | GT        | 25 | PSI Motorsport                   | Kurt Mollekens Markus Palttala                    | Porsche 911 Bi-Turbo      | D     | 109   |
| 7      | GT        | 25 | PSI Motorsport                   | Kurt Mollekens Markus Palttala                    | Porsche 3.6L Turbo Flat-6 | D     | 109   |
| 8      | GT        | 9  | Team A.R.T.                      | Jean-Pierre Jarier François Lafon                 | Chrysler Viper GTS-R      | P     | 109   |
| 8      | GT        | 9  | Team A.R.T.                      | Jean-Pierre Jarier François Lafon                 | Chrysler 8.0L V10         | P     | 109   |
| 9      | N-GT      | 54 | Freisinger Motorsport            | Sascha Maassen Stéphane Ortelli                   | Porsche 911 GT3-RS        | D     | 108   |
| 9      | N-GT      | 54 | Freisinger Motorsport            | Sascha Maassen Stéphane Ortelli                   | Porsche 3.6L Flat-6       | D     | 108   |
| 10     | N-GT      | 50 | JMB Racing                       | Christian Pescatori Andrea Montermini             | Ferrari 360 Modena N-GT   | P     | 107   |
| 10     | N-GT      | 50 | JMB Racing                       | Christian Pescatori Andrea Montermini             | Ferrari 3.6L V8           | P     | 107   |
| 11     | N-GT      | 76 | RWS Motorsport                   | Hans Fertl Antonio García                         | Porsche 911 GT3-R         | P     | 107   |
| 11     | N-GT      | 76 | RWS Motorsport                   | Hans Fertl Antonio García                         | Porsche 3.6L Flat-6       | P     | 107   |
| 12     | N-GT      | 51 | JMB Racing                       | Andrea Bertolini Andrea Garbagnati                | Ferrari 360 Modena N-GT   | P     | 107   |
| 12     | N-GT      | 51 | JMB Racing                       | Andrea Bertolini Andrea Garbagnati                | Ferrari 3.6L V8           | P     | 107   |
| 13     | N-GT      | 55 | Freisinger Motorsport            | Stéphane Daoudi Bert Longin                       | Porsche 911 GT3-RS        | D     | 106   |
| 13     | N-GT      | 55 | Freisinger Motorsport            | Stéphane Daoudi Bert Longin                       | Porsche 3.6L Flat-6       | D     | 106   |
| 14     | N-GT      | 60 | JVG Racing                       | Jürgen von Gartzen Ian Khan                       | Porsche 911 GT3-RS        | P     | 106   |
| 14     | N-GT      | 60 | JVG Racing                       | Jürgen von Gartzen Ian Khan                       | Porsche 3.6L Flat-6       | P     | 106   |
| 15     | GT        | 17 | Proton Competition               | Horst Felbermayr, Sr. Horst Felbermayr, Jr.       | Porsche 911 GT2           | Y     | 104   |
| 15     | GT        | 17 | Proton Competition               | Horst Felbermayr, Sr. Horst Felbermayr, Jr.       | Porsche 3.6L Turbo Flat-6 | Y     | 104   |
| 16     | N-GT      | 58 | Autorlando Sport                 | Philipp Peter Toto Wolff                          | Porsche 911 GT3-RS        | P     | 103   |
| 16     | N-GT      | 58 | Autorlando Sport                 | Philipp Peter Toto Wolff                          | Porsche 3.6L Flat-6       | P     | 103   |
| 17     | N-GT      | 59 | Autorlando Sport                 | Luca Rangoni Joël Camathias                       | Porsche 911 GT3-RS        | P     | 103   |
| 17     | N-GT      | 59 | Autorlando Sport                 | Luca Rangoni Joël Camathias                       | Porsche 3.6L Flat-6       | P     | 103   |
| 18     | GT        | 16 | Proton Competition               | Gerold Ried Christian Ried                        | Porsche 911 GT2           | Y     | 103   |
| 18     | GT        | 16 | Proton Competition               | Gerold Ried Christian Ried                        | Porsche 3.6L Turbo Flat-6 | Y     | 103   |
| 19     | N-GT      | 70 | MAC Racing Scuderia Veregra      | Mauro Casadei Moreno Soli                         | Porsche 911 GT3-RS        | D     | 99    |
| 19     | N-GT      | 70 | MAC Racing Scuderia Veregra      | Mauro Casadei Moreno Soli                         | Porsche 3.6L Flat-6       | D     | 99    |
| 20     | N-GT      | 63 | System Force Motorsport          | Phil Bastiaans Peter Van Merksteijn               | Porsche 911 GT3-RS        | P     | 91    |
| 20     | N-GT      | 63 | System Force Motorsport          | Phil Bastiaans Peter Van Merksteijn               | Porsche 3.6L Flat-6       | P     | 91    |
| 21     | N-GT      | 64 | Cirtek Motorsport                | Tim Lawrence Klaus Horn Marco Saviozzi            | Porsche 911 GT3-R         | D     | 88    |
| 21     | N-GT      | 64 | Cirtek Motorsport                | Tim Lawrence Klaus Horn Marco Saviozzi            | Porsche 3.6L Flat-6       | D     | 88    |
| 22     | GT        | 12 | Paul Belmondo Racing             | Fabio Babini Marc Duez                            | Chrysler Viper GTS-R      | P     | 80    |
| 22     | GT        | 12 | Paul Belmondo Racing             | Fabio Babini Marc Duez                            | Chrysler 8.0L V10         | P     | 80    |
| 23     | N-GT      | 53 | JMB Competition                  | Marco Lambertini Batti Pregliasco Iradj Alexander | Ferrari 360 Modena N-GT   | P     | 80    |
| 23     | N-GT      | 53 | JMB Competition                  | Marco Lambertini Batti Pregliasco Iradj Alexander | Ferrari 3.6L V8           | P     | 80    |
| 24 DNF | N-GT      | 62 | Cirtek Motorsport                | Jean-Marc Gounon Raffaele Sangiuolo               | Porsche 911 GT3-RS        | D     | 64    |
| 24 DNF | N-GT      | 62 | Cirtek Motorsport                | Jean-Marc Gounon Raffaele Sangiuolo               | Porsche 3.6L Flat-6       | D     | 64    |
| 25 DNF | GT        | 4  | Team Carsport Holland Racing Box | Fabrizio Gollin Luca Cappellari                   | Chrysler Viper GTS-R      | P     | 59    |
| 25 DNF | GT        | 4  | Team Carsport Holland Racing Box | Fabrizio Gollin Luca Cappellari                   | Chrysler 8.0L V10         | P     | 59    |
| 26 DNF | GT        | 22 | BMS Scuderia Italia              | Enzo Calderari Lilian Bryner Frédéric Dor         | Ferrari 550-GTS Maranello | M     | 54    |
| 26 DNF | GT        | 22 | BMS Scuderia Italia              | Enzo Calderari Lilian Bryner Frédéric Dor         | Ferrari 5.9L V12          | M     | 54    |
| 27 DNF | N-GT      | 77 | RWS Motorsport                   | Alexey Vasilyev Nikolai Fomenko                   | Porsche 911 GT3-R         | P     | 38    |
| 27 DNF | N-GT      | 77 | RWS Motorsport                   | Alexey Vasilyev Nikolai Fomenko                   | Porsche 3.6L Flat-6       | P     | 38    |
| 28 DNF | GT        | 15 | Lister Storm Racing              | Bobby Verdon-Roe (en) John Knapfield              | Lister Storm              | D     | 32    |
| 28 DNF | GT        | 15 | Lister Storm Racing              | Bobby Verdon-Roe (en) John Knapfield              | Jaguar 7.0L V12           | D     | 32    |
| 29 DNF | N-GT      | 66 | MAC Racing Scuderia Veregra      | Francesco Merendino Michele Merendino             | Porsche 911 GT3-R         | D     | 20    |
| 29 DNF | N-GT      | 66 | MAC Racing Scuderia Veregra      | Francesco Merendino Michele Merendino             | Porsche 3.6L Flat-6       | D     | 20    |
| 30 DNF | GT        | 5  | Force One Racing                 | David Hallyday Philippe Alliot                    | Ferrari 550 Maranello     | M     | 11    |
| 30 DNF | GT        | 5  | Force One Racing                 | David Hallyday Philippe Alliot                    | Ferrari 6.0L V12          | M     | 11    |
| 31 DNF | GT        | 27 | DDO                              | Dominique Dupuy Miguel Barbany                    | Chrysler Viper GTS-R      | ?     | 9     |
| 31 DNF | GT        | 27 | DDO                              | Dominique Dupuy Miguel Barbany                    | Chrysler 8.0L V10         | ?     | 9     |
| 32 DNF | N-GT      | 52 | JMB Competition                  | Pietro Gianni Gianluca Giraudi                    | Ferrari 360 Modena N-GT   | P     | 9     |
| 32 DNF | N-GT      | 52 | JMB Competition                  | Pietro Gianni Gianluca Giraudi                    | Ferrari 3.6L V8           | P     | 9     |